# Калатафімі-Седжеста
Калатафімі-Седжеста (італ. Calatafimi Segesta, сиц. Calatafimi-Seggesta) — муніципалітет в Італії, у регіоні Сицилія, провінція Трапані.
Калатафімі-Седжеста розташоване на відстані близько 450 км на південь від Рима, 55 км на південний захід від Палермо, 32 км на південний схід від Трапані.
Населення — 6792 особи (2014).

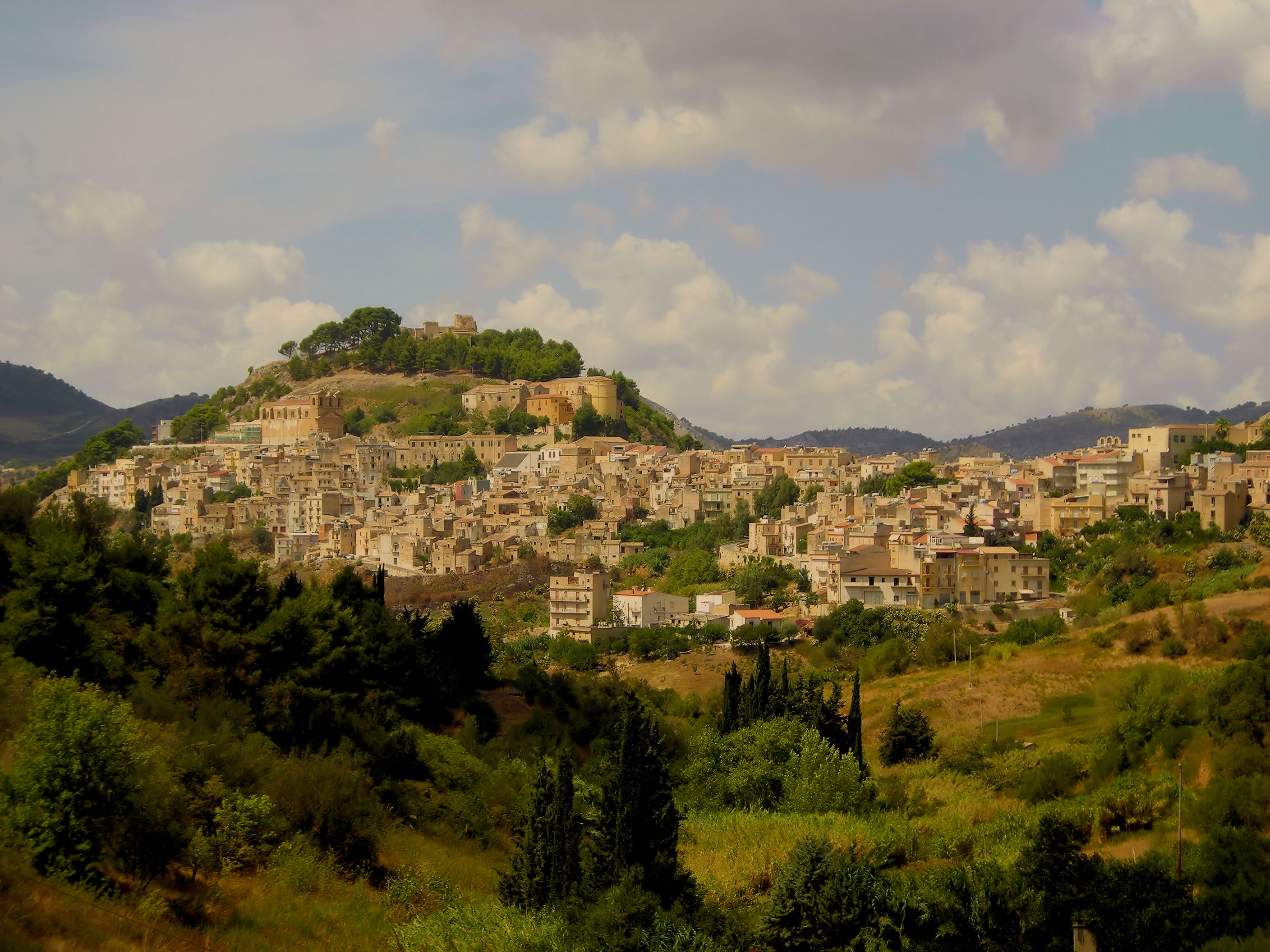

Щорічний фестиваль відбувається 3 травня. Покровитель — Santissimo Crocifisso.

## Демографія
Населення за роками:

Станом на 1 січня 2023 року в муніципалітеті офіційно проживав 121 іноземець з 26 країн, серед них 58 громадян країн Євросоюзу та 1 громадянин України.

## Сусідні муніципалітети
- Алькамо
- Бузето-Паліццоло
- Кастелламмаре-дель-Гольфо
- Джибелліна
- Монреале
- Салемі
- Санта-Нінфа
- Трапані
- Віта